# Singye
Singye (Hán Việt: Tân Khê) là một huyện thuộc tỉnh Hwanghae Bắc tại Cộng hòa Dân chủ Nhân dân Triều Tiên. Huyện giáp với Koksan và Suan ở phía bắc, giáp với Pongsan và Sohung ở phía tây, giáp với Kumchon và Tosan ở phía nam, giáp với tỉnh Kangwon ở phía đông. Năm 2008, dân số của huyện Singye là 78.573 người (37.153 nam và 41.420 nữ), trong đó dân số đô thị là 24.183 người (30,8%), dân số nông thôn là 54.390 người (69,2%).